# Тайад, Лоран
Лоран Тайад (также Тальяд; фр. Laurent Tailhade; 16 апреля 1854, Тарб — 2 ноября 1919, Кон-ла-Виль) — французский поэт, сатирик, полемист, очеркист, переводчик и анархист. Его наиболее известные поэтические сборники «В стране скотов» (1891) и «Имбецилы и жулики» (1900) — яркая и остроумная смесь уличного жаргона внешних предместий Парижа с богатым языком высокой культуры.

## Биография

### Жизненный путь
Члены семьи Тайада, среди которых были мировые судьи и государственные служащие, склоняли его к браку, с надеждой, что тихая семейная жизнь убережет Лорана от богемного общества художников и поэтов. Но несмотря ни на что после смерти жены Тайад переезжает в Париж и начинает вести богемный образ жизни, к которому так всегда стремился. В этот же период он заводит дружественные связи с такими поэтами, как Поль Верлен, Жан Мореас и Альбер Самен.
В скором времени Тайад развивает позиции анархизма и антиклерикализма в своих поэмах и очерках, что приводит к активной критике прессы и году тюрьмы за подстрекательство к убийству. В декабре 1893 года он приобретает известность после восторженной прокламации по поводу взрыва бомбы в палате депутатов анархистом Вайяном. Тайад шокировал парижскую буржуазию своим заявлением: «Кого волнует жертва, если акт насилия прекрасен».
По иронии судьбы, несколько месяцев спустя Тайад сам пострадал от террористического акта — бомба взорвалась в ресторане, где присутствовал поэт. Хотя в результате взрыва Тайад потерял глаз, он не отказался от анархических идей, а наоборот продолжил отстаивать анархизм с новой силой.
Позже на своем жизненном пути он встретил молодого английского поэта Уилфреда Оуэна — учителя английского языка, проживавшего в Бордо, с которым они впоследствии переписывались до 1918 года, когда Оуэн погиб на Первой мировой войне. Тайадом выпущено много сборников стихов и прозы, но более значительными являются «Au jardin des rêves» («В саду мечтаний», (1880), «Poemes aristophanesques» («Аристофановские поэмы»), где объединены все сатирические стихи Тайада (1904), и перевод «Сатирикона» Петрония на французский язык (1902).

### Опиумная зависимость
Живя в Париже, Тайад пристрастился к опиуму; позже он написал статью о морфиновой наркотической зависимости — «Темный Идол». Её название ему подсказал английский писатель Томас Де Квинси, называвший так лауданум, от которого у него была зависимость. Особенностью статьи было использование богатого и выразительного языка.
Тайад описывал ощущения при принятии морфина и последующую зависимость, а также утверждал о пристрастии парижских поэтов скорее к алкоголю, нежели морфину. Хотя и не отрицал, что некоторые французские поэты, например Шарль Бодлер, употребляют морфин и опий.
В статье разбирались методы детоксикации, используемые врачами, и объяснялось, как разные способы могут помочь наркоманам справиться с болью, холодным потом и проблемами вывода морфина из организма. Также Тайад отмечал, что власть «темной музы» распространялась не только на художников и поэтов, но и на видных политиков того времени, таких, как Отто фон Бисмарк или Жорж Буланже.
Тайад писал, что после принятия опия появляется теплое чувство опьянения, которое накрывает употребляющего глубоким океаном наслаждения и медовым месяцем сладострастных медитаций, в которых человек плывёт, не вспоминая о рутинной жизни и своих тревогах. Ещё он отмечал, что морфин не вызывает сны, видения или улучшение интеллекта употребляющего, но открывает неизведанные области воображения, знания и личности.